# Belle Chasse
Belle Chasse és una població dels Estats Units a l'estat de Louisiana. Segons el cens del 2000 tenia 9.848 habitants.

## Demografia
Segons el cens del 2000, Belle Chasse tenia 9.848 habitants, 3.400 habitatges, i 2.692 famílies. La densitat de població era de 152 habitants/km².
Dels 3.400 habitatges en un 41,6% hi vivien nens de menys de 18 anys, en un 62,6% hi vivien parelles casades, en un 12% dones solteres, i en un 20,8% no eren unitats familiars. En el 17,2% dels habitatges hi vivien persones soles el 6,3% de les quals corresponia a persones de 65 anys o més que vivien soles. El nombre mitjà de persones vivint en cada habitatge era de 2,8 i el nombre mitjà de persones que vivien en cada família era de 3,16.
Per edats la població es repartia de la següent manera: un 28,5% tenia menys de 18 anys, un 8,4% entre 18 i 24, un 33,3% entre 25 i 44, un 20,2% de 45 a 60 i un 9,5% 65 anys o més.
L'edat mediana era de 34 anys. Per cada 100 dones de 18 o més anys hi havia 93,1 homes.
La renda mediana per habitatge era de 47.271 $ i la renda mediana per família de 52.064 $. Els homes tenien una renda mediana de 39.957 $ mentre que les dones 22.332 $. La renda per capita de la població era de 19.385 $. Entorn del 6,5% de les famílies i el 7,7% de la població estaven per davall del llindar de pobresa.

## Poblacions més properes
El següent diagrama mostra les poblacions més properes.